# Drac de Mataró
El Drac de Mataró és un element del bestiari popular que forma part de les comparses del seguici institucional de Mataró. És una figura de foc i portada per una sola persona, inspirada amb el drac del casc del gegant Robafaves. Es presentà per primer cop a la ciutat en el marc de la Diada de Sant Jordi del 1991. Va ser construit per Manuel Casserres de Solsona.

## Història
El drac nasqué el 20 d'abril del 1991, en la celebració de Sant Jordi a Mataró. Des de llavors, forma part del seguici de Les Santes. L'any 1997 es creà l'acte de la Fogonada per Sant Jordi, un recorregut amb foc pels carrers i voltafocs per les places del centre històric de la ciutat, que adapta la llegenda de Sant Jordi a Mataró. En la versió de Mataró, el drac és embruixat per un boc dolent que enduu el drac en el mal per raptar junts la princesa. Arriba aleshores el cavaller Sant Jordi que venç el boc, desembruixa el drac i s'en va amb la princesa. És una mena de teatre de carrer interactiu.
El Sant Jordi de l'any 2007 es presentà en societat l'ou d'on sortiria el Dragalió, el seu fill, el 25 de juliol d'aquell mateix any. El petit drac és obra de Xevi Ribas.

## Descripció
La figura és ferotge però a la vegada amable, amb un foc tranquil format per tretze punts de foc (3 la boca 8 a les ales i 2 a la cua). Està inspirat en el drac alat que el gegant Robafaves duu esculpit al casc. La colla està formada per portadors i músics. El drac sempre balla amb el ritme dels timbals, i té un ball propi compost per Michael Weiss i una coreografia de Montse Calsapeu.